# 量子退相干

在環境光子對於標靶物體的經典散射裏，平均而言，標靶物體的運動不會因為被散射光子的作用而改變。在量子散射裏，被散射的光子與處於疊加態的標靶物體相互作用，因此會導致量子糾纏，將標靶物體的相位相干性退定域至整個系統．促使干涉圖案消失無蹤。

在量子力學裏，開放量子系統的量子相干性會因為與外在環境發生量子糾纏而隨著時間逐漸喪失，這效應稱為量子退相干（英語：Quantum decoherence），又稱為量子去相干。量子退相干是量子系統與環境因量子糾纏而產生的後果。由於量子相干性而產生的干涉現象會因為量子退相干而變得消失無蹤。量子退相干促使系統的量子行為變遷成為經典行為，這過程稱為「量子至經典變遷」（quantum-to-classical transition）。德國物理學者漢斯·澤賀最先於1970年提出量子退相干的概念。自1980年以來，量子退相干已成為熱門研究論題。:10-12
實際而言，不存在孤立系統，特別是不存在孤立宏觀系統，通過某種方式，每個量子系統都會持續地與外在環境耦合，發生量子糾纏，從而形成糾纏態。因此，量子退相干可以視為存在於量子系統內部的相干性隨著時間流易而退定域（delocalize）至量子系統與環境所組成的糾纏系統，換句話說，量子系統內部的幾個成分彼此之間的相位關係，會逐漸地退定域至整個系統，也就是說，量子系統的相位信息會持續地洩露至環境，從而有效地促使伴隨著相干性的干涉現象消失無蹤。
量子退相干能夠解釋為什麼不會觀察到干涉現象，但是，量子退相干能否解釋波函數塌縮的後果，這論題至今仍舊存在巨大爭議，一個很重要的原因就是，很難將這論題跟量子力學的詮釋做分割，而人們各自有各自青睞的詮釋。量子退相干是一種標準量子力學效應，關於它是否能夠解釋波函數塌縮的後果，存在有很多種觀點，大多數過於樂觀或過於悲觀的觀點，皆可追溯至對於量子退相干運作範圍的誤解。:49-50
量子退相干不是一種量子力學詮釋，而是利用量子力學分析獲得的結果。它嚴格遵守量子力學，並沒有對量子力學的基礎表述做任何修改。很多完成的量子實驗已證實量子退相干的存在與正確性。:8
在實現量子計算機方面，量子退相干是一種必須面對的挑戰，因為量子計算機的運作倚賴維持量子相干態的演化不被環境攪擾。簡言之，必需良好維持量子相干態與管控量子退相干，才能夠實際進行量子運算。:第7章

## 理論概述

### 開放系統
在經典物理裏，孤立系統是一個很有用的概念。理想的孤立系統完全與外在環境相互隔絕，不會與外在環境耦合，不會與外在環境相互傳輸物質或能量，這樣，可以專注研究孤立系統，而不必顧慮到外在環境因素。例如，思考一個移動於空間的圓球，為了簡單化分析其感受到地心引力而呈現的運動軌道，可以忽略空氣阻力、微風、月亮引力或太陽引力的影響，將這圓球與地球所形成的系統視為一個孤立系統。
與孤立系統迥然不同，開放系統可以與外在環境耦合，可以與外在環境交換物質或能量。近幾十年來，物理學者逐漸發覺，當量子系統與外在環境耦合時，會產生量子糾纏，連帶地將量子系統內部的量子相干性逐漸洩露至外在環境，因此，開放系統成為促成量子退相干的重要概念。:3-4

### 馮諾伊曼量子測量綱要

雙縫路徑實驗示意圖。從電子源 發射出來的相干電子束，照射在一塊刻有兩條狹縫 和 的不透明擋板。在擋板後方有探測屏。電子抵達探測屏的輻照度會呈黑白相間的條紋，這是電子的干涉圖樣，展示於示意圖最右邊。現在，在擋版後面用激光照射，如果激光的光子被電子散射，然後被光子探測器吸收，則可大致知道電子到底是經過哪條狹縫，因為經過狹縫的電子通常會使得光子被探測器吸收，而經過狹縫的電子通常會使得光子被探測器吸收。由於電子會被光子攪擾，因此改變軌道，所以原本的干涉圖樣會變得較為模糊，甚至完全消失，其變化狀況依電子路徑的分辨程度而定，而分辨程度與激光的輻照度有關。

假設在一個開放量子系統裏，有兩個正交的態向量{\displaystyle |\psi _{1}\rangle }、{\displaystyle |\psi _{2}\rangle }，它們共同形成標準正交基{\displaystyle \{|\psi _{i}\rangle ,\ i=1,2\}}，例如，在雙縫路徑實驗裏，如右圖所示，它們分別代表粒子移動於兩條通過不同狹縫{\displaystyle \mathrm {S1} }、{\displaystyle \mathrm {S2} }的路徑量子態。按照馮諾伊曼量子測量綱要，它們與環境態的共同演化式表示為（在這裏，環境所扮演的角色就好似激光照射器）:72-76
{\displaystyle |\psi _{1}\rangle |E_{i}\rangle \to |\psi _{1}\rangle |E_{1}\rangle }、
{\displaystyle |\psi _{2}\rangle |E_{i}\rangle \to |\psi _{2}\rangle |E_{2}\rangle }；
其中，{\displaystyle |E_{i}\rangle }是初始的環境態，{\displaystyle |E_{1}\rangle }、{\displaystyle |E_{2}\rangle }是演化後的環境態。
假若系統為{\displaystyle |\psi _{1}\rangle }，則環境會演化為{\displaystyle |E_{1}\rangle }，在雙縫路徑實驗裏，光子被探測器{\displaystyle \mathrm {D1} }吸收；假若系統為{\displaystyle |\psi _{2}\rangle }，則環境會演化為{\displaystyle |E_{2}\rangle }，在雙縫路徑實驗裏，光子被探測器{\displaystyle \mathrm {D2} }吸收。
注意到量子態{\displaystyle |\psi _{1}\rangle }、{\displaystyle |\psi _{2}\rangle }不會因為開放系統與環境相互作用而改變，因此，環境可以被想像為正在進行一種理想測量，稱為量子非破壞性測量。
假設量子系統的初始態為疊加態
{\displaystyle |\psi _{i}\rangle =c_{1}|\psi _{1}\rangle +c_{2}|\psi _{2}\rangle }；
其中，{\displaystyle c_{1}}、{\displaystyle c_{2}}分別為量子系統處於{\displaystyle |\psi _{1}\rangle }、{\displaystyle |\psi _{2}\rangle }的機率幅，遵守歸一條件{\displaystyle |c_{1}|^{2}+|c_{2}|^{2}=1}。
這量子系統的相干性與複數{\displaystyle c_{1}}、{\displaystyle c_{2}}的相對相位密切關聯。量子退相干的目的就是在消滅這相對相位所導致的相干性。
遵守馮諾伊曼量子測量綱要，隨著時間流易，{\displaystyle |\psi _{i}\rangle }與環境態{\displaystyle |E_{i}\rangle }會演化為
{\displaystyle |\Psi _{i}\rangle =|\psi _{i}\rangle |E_{i}\rangle \to |\Psi _{f}\rangle =c_{1}|\psi _{1}\rangle |E_{1}\rangle +c_{2}|\psi _{2}\rangle |E_{2}\rangle }；
其中，{\displaystyle |\Psi _{i}\rangle }、{\displaystyle |\Psi _{f}\rangle }分別為整體系統的初始態與終止態。

### 約化密度算符
假設對整個系統的可觀察量{\displaystyle O}做測量，而此可觀察量{\displaystyle O}只涉及到量子系統，未涉及到環境：:9
{\displaystyle {\hat {O}}={\hat {O}}_{s}\otimes {\hat {I}}_{e}}；
其中，{\displaystyle {\hat {O}}}是對應於可觀察量{\displaystyle O}的算符，{\displaystyle {\hat {O}}_{s}}是其涉及到量子系統的部分，{\displaystyle {\hat {I}}_{e}}是在環境的單位算符。
則可觀察量{\displaystyle O}期望值，是取其算符與密度算符的乘積對於整個系統的跡數。這跡數也是取其作用於量子系統的算符與約化密度算符兩者的乘積對於量子系統的跡數：　
{\displaystyle \langle O\rangle =Tr({\hat {\rho }}{\hat {O}})=Tr_{s}({\hat {\rho }}_{s}{\hat {O}}_{s})}；
其中，{\displaystyle {\hat {\rho }}}是整個系統的密度算符，{\displaystyle {\hat {\rho }}_{s}}是量子系統的約化密度算符。
因此，量子系統的性質只與其約化密度算符有關。如果知道量子系統的約化密度算符，則可計算量子系統的任意可觀察量的期望值，從而分析量子系統的性質。約化密度算符{\displaystyle \rho _{s}}定義為取整個系統對於環境的跡數：
{\displaystyle {\hat {\rho }}_{s}{\stackrel {def}{=}}Tr_{e}\left(|\Psi _{f}\rangle \langle \Psi _{f}|\right)}。
經過一番運算，可以得到
{\displaystyle {\hat {\rho }}_{s}={\begin{pmatrix}|c_{1}|^{2}&c_{1}c_{2}^{*}\langle E_{2}|E_{1}\rangle \\c_{1}^{*}c_{2}\langle E_{1}|E_{2}\rangle &|c_{2}|^{2}\end{pmatrix}}}。

### 分辨性
假設{\displaystyle \langle E_{2}|E_{1}\rangle =1}，即{\displaystyle |E_{1}\rangle }就是{\displaystyle |E_{2}\rangle }，兩個環境態完全重疊，則整個系統的量子態可以寫為兩個純態的張量積：
{\displaystyle |\psi _{f}\rangle =(c_{1}|\psi _{1}\rangle +c_{2}|\psi _{2}\rangle )|E_{1}\rangle }。
這意味著量子系統與環境彼此之間不存在量子糾纏。對於環境做測量，無法從測量結果推斷量子系統是處於量子態{\displaystyle |\psi _{1}\rangle }或{\displaystyle |\psi _{2}\rangle }。量子系統的相干性仍舊停留在量子系統裏，沒有退定域至整個系統。在雙縫路徑實驗裏，這表示激光的光子與電子碰撞後被散射至同樣的探測器，這可能是因為電子在兩條路徑的運動很類似。
假若{\displaystyle \langle E_{2}|E_{1}\rangle }越小，則{\displaystyle |E_{1}\rangle }、{\displaystyle |E_{2}\rangle }的重疊部分越小。取{\displaystyle \langle E_{2}|E_{1}\rangle =0}的極限，即{\displaystyle |E_{1}\rangle }、{\displaystyle |E_{2}\rangle }不相互重疊。假若得知環境態是{\displaystyle |E_{1}\rangle }，則系統量子態就是{\displaystyle |\psi _{1}\rangle }，假若得知環境態是{\displaystyle |E_{2}\rangle }，則系統量子態就是{\displaystyle |\psi _{2}\rangle }。因此，從經典的宏觀環境態可以分辨開放系統的微觀量子態是{\displaystyle |\psi _{1}\rangle }或{\displaystyle |\psi _{2}\rangle }。在雙縫路徑實驗裏，這表示激光的光子被電子散射後的結果大不相同，這可能是因為電子在兩條路徑的運動很容易被分辨出來。
雖然對於每一個案例，並不一定{\displaystyle \langle E_{2}|E_{1}\rangle }必須趨於零，但很多關於量子系統與環境相互作用的物理實際模型都會顯示出這種極限，因為環境擁有幾乎無窮大的自由度，在雙縫路徑實驗裏，激光的光子會不斷的與電子發生碰撞，從而分辨出電子的運動路徑，所以，{\displaystyle \langle E_{2}|E_{1}\rangle }趨於零是很合理的設定。:10

### 退相干機制
回想約化密度算符為:10
{\displaystyle {\hat {\rho }}_{s}={\begin{pmatrix}|c_{1}|^{2}&c_{1}c_{2}^{*}\langle E_{2}|E_{1}\rangle \\c_{1}^{*}c_{2}\langle E_{1}|E_{2}\rangle &|c_{2}|^{2}\end{pmatrix}}}。
在雙縫路徑實驗裏，從約化密度算符，可以計算出在探測屏位置為{\displaystyle x}的電子密度{\displaystyle D(x)}：
{\displaystyle {\begin{aligned}D(x)&=\langle x|{\hat {\rho }}_{s}|x\rangle \\&=|c_{1}|^{2}|\psi _{1}(x)|^{2}+|c_{2}|^{2}|\psi _{2}(x)|^{2}+c_{1}c_{2}^{*}\psi _{1}(x)\psi _{2}^{*}(x)\langle E_{2}|E_{1}\rangle +c_{1}^{*}c_{2}\psi _{1}^{*}(x)\psi _{2}(x)\langle E_{1}|E_{2}\rangle \\&=|c_{1}|^{2}|\psi _{1}(x)|^{2}+|c_{2}|^{2}|\psi _{2}(x)|^{2}+2{\mathfrak {Re}}(c_{1}c_{2}^{*}\psi _{1}(x)\psi _{2}^{*}(x)\langle E_{2}|E_{1}\rangle )\\\end{aligned}}}。
注意到最後一個實值項就是干涉項。當設定{\displaystyle \langle E_{2}|E_{1}\rangle }趨於零時，這干涉項也會趨於零，因此，干涉圖案會消失無蹤，相位相干信息也不見蹤影，電子密度{\displaystyle D(x)}變為
{\displaystyle D(x)=|c_{1}|^{2}|\psi _{1}(x)|^{2}+|c_{2}|^{2}|\psi _{2}(x)|^{2}}。
這就是量子退相干的效應。量子退相干不是一種量子力學詮釋，而是利用量子力學分析開放量子系統與環境相互作用所得到的結果。它嚴格遵守量子力學，並沒有對量子力學的基礎表述做任何修改。:8
由於設定{\displaystyle \langle E_{1}|E_{2}\rangle }趨於零，約化密度算符被對角化：
{\displaystyle {\hat {\rho }}_{s}={\begin{pmatrix}|c_{1}|^{2}&0\\0&|c_{2}|^{2}\end{pmatrix}}}。
這意味著，相位相干信息已不再存在於量子系統層次，相位相干信息已洩漏至外在環境，只有從觀測整個系統，才能重新獲得相位相干信息。
只單獨考慮量子系統，其隨著時間流易的演化是呈非幺正性，雖然量子系統與環境整體隨著時間流易的演化是呈幺正性。這樣，量子系統的演化貌似具有不可逆性。由於環境擁有幾乎無窮大的自由度，而且很難適當地操縱環境，因此，一般而言，量子退相干具有不可逆性。:12:68-69
儘管對應於約化密度算符的矩陣（稱為約化密度矩陣）與描述混合態的密度矩陣在形式上完全相同，無法從矩陣區分出到底是糾纏系統的一部分還是混合態，約化密度算符所描述的不是「真混合物」（proper mixture）。而是一種「瑕混合物」（improper mixture）。對於雙縫路徑案例，假設量子系統處於混合態{\displaystyle |c_{1}|^{2}|\psi _{1}\rangle \langle \psi _{1}|+|c_{2}|^{2}|\psi _{2}\rangle \langle \psi _{2}|}，即處於量子態{\displaystyle |\psi _{1}\rangle }、{\displaystyle |\psi _{2}\rangle }的機率分別為{\displaystyle |c_{1}|^{2}}、{\displaystyle |c_{2}|^{2}}，或者假設量子系統與環境處於糾纏態{\displaystyle |\psi _{f}\rangle =c_{1}|\psi _{1}\rangle |E_{1}\rangle +c_{2}|\psi _{2}\rangle |E_{2}\rangle }，只測量量子系統，並無法區分出這量子系統的物理狀態。

### 退相干時間尺度
對於宏觀物體而言，由於外在環境會有很多微觀物體會與之相互作用，量子退相干是非常快速的過程，說明為什麼無法觀察到量子干涉行為。約化密度矩陣的對角元素有效消失所需的時間稱為退相干時間。對於日常發生的宏觀過程，退相干時間非常短暫。
特別而言，在物理學者給出的很多不同的退相干模型裏，不同的環境態{\displaystyle |E_{i}(t)\rangle }、{\displaystyle |E_{j}(t)\rangle }通常遵守指數衰變：
{\displaystyle \langle E_{i}(t)|E_{j}(t)\rangle \propto e^{-t/\tau _{d}}}；
其中，{\displaystyle t}是時間，{\displaystyle \tau _{d}}是退相干時間尺度。

處於位置疊加態的物體（以黃綠色表示）與環境粒子相互碰撞，由於量子糾纏，物體的相干性質會被洩漏至環境。

每一種退相干模型都有其特徵的退相干時間尺度。例如，在空間退相干模型裏，像空氣分子或光子一類的環境粒子，因為與處於不同位置疊加態的物體發生碰撞，而促成量子退相干，其環境態{\displaystyle |E_{x}(t)\rangle }、{\displaystyle |E_{y}(t)\rangle }的指數衰變的形式為
{\displaystyle \langle E_{x}(t)|E_{y}(t)\rangle \propto e^{-\Lambda |x-y|^{2}t}}；
其中，{\displaystyle x}、{\displaystyle y}分別為物體質心的位置，{\displaystyle \Lambda }是散射常數。
對於處於位置疊加態的物體，退相干時間尺度{\displaystyle \tau _{\Delta }}與質心距離{\displaystyle \Delta =|x-y|}成平方反比：
{\displaystyle \tau _{d}=1/(\Lambda \Delta ^{2})}。
假若{\displaystyle x}、{\displaystyle y}的質心距離越近，則環境粒子被位於這兩個位置的物體散射後的量子態越相似，即兩個對應的環境態的重疊部分越大，因此越困難分辨物體的位置，需要越多環境粒子來做分辨，所以退相干時間尺度越悠久；反過來說，假若{\displaystyle x}、{\displaystyle y}的質心距離越遠，越容易分辨物體在哪個位置，因此只需要幾個環境粒子就可以完成分辨，所以退相干時間尺度越短暫。當質心距離足夠遙遠，單獨散射就能夠解析物體的位置之時，退相干時間尺度會變得與質心距離無關，是總散射率的倒數：
{\displaystyle \langle E_{x}(t)|E_{y}(t)\rangle \propto e^{-\Gamma _{tot}t}}。
假設在空間裏的物體，因為遭到外在環境裏的熱力學光子散射，而出現量子退相干，則其散射常數{\displaystyle \Lambda }通過理論分析以方程式表示為:134
{\displaystyle \Lambda \approx 10^{20}a^{6}T^{9}\qquad [cm^{-2}s^{-1}]}；
其中，{\displaystyle a}是物體尺寸（單位為cm），{\displaystyle T}是絕對溫度（單位為K）
假設是遭到空氣分子散射，則其散射常數{\displaystyle \Lambda }在正常氣壓為:137
{\displaystyle \Lambda \approx 10^{39}a^{2}T^{3/2}\qquad [cm^{-2}s^{-1}]}。
由此兩個方程式可知，散射常數與物體尺寸、絕對溫度有不同程度的相關。
以下列出在不同環境下，對於不同尺寸的物體，且量子干涉距離等於物體尺寸（{\displaystyle \Delta =a}），退相干時間尺度{\displaystyle \tau _{d}}的估算數值（單位為秒）：:135
| 環境           | 灰塵顆粒（10-3cm） | 大型分子（10-6cm） |
| -------------- | ------------------ | ------------------ |
| 宇宙背景輻射   | 1                  | 1024               |
| 室溫光子       | 10-18              | 106                |
| 最佳實驗室真空 | 10-14              | 10-2               |
| 正常氣壓的空氣 | 10-31              | 10-19              |

## 實驗觀察
量子退相干通常發生的很快，因此很難製成處於宏觀或介觀的疊加態物體。為了要實驗驗證量子退相干的效應、見證量子與經典之間的平滑邊界、檢驗與改良描述量子退相干的理論模型、找出任何不同於量子力學么正演化行為之處，必須完成以下幾件極具挑戰性的任務：:223
- 製備出可分辨的幾個宏觀態或介觀態的量子疊加態。
- 設計一套證實量子疊加的方法。
- 量子退相干時間尺度必須足夠長久，這樣才能正確地觀測量子退相干。
- 設計一套監督量子退相干的方法。

### 腔量子電動力學實驗
1996年，在法國巴黎高等師範學校，物理學者塞爾日·阿羅什實驗團隊在腔量子電動力學實驗中，首先定量觀測到輻射場的介觀疊加態的相位相干性逐漸地因量子退相干而被摧毀。
在這實驗裏，單獨里德伯銣原子被傳輸通過含有輻射場的微波腔，而這里德伯原子是處於兩個量子態所組成的疊加態，其中一個量子態會使得輻射場發生相移，因此促使輻射場從原先所處的非疊加態變為疊加態。由於光子散射於腔鏡子的瑕疵，輻射場會逐漸失去其相位相干性給環境。傳送第二個里德伯原子通過微波腔，可以測量出輻射場的相位相干性。從分析在不同延遲時間下相位相干性的數據，可以實驗證實量子退相干效應。
因为研究能够量度和操控个体量子系统的突破性实验方法，阿罗什荣获2012年诺贝尔物理学奖。

### 量子干涉學實驗
2002年，奧地利維也納大學物理學者安東·蔡林格研究團隊發表論文報告觀察C70富勒烯干涉行為的結果。C70富勒烯的質量為840amu，直徑約為1nm，是由超過1000個微觀粒子所組成的相當複雜的物體，因此很不容易觀察到量子干涉效應，必須特別使用一種應用塔爾博特效應的干涉儀，稱為塔爾博特-勞澳干涉儀。碰撞退相干、熱力學退相干、振動微擾引起的退相位，這幾種效應會促使干涉圖案的可視性會逐漸衰減。量子退相干可以用可視性的衰減來量度，因此可視性的衰減表徵量子退相干效應。:225-226

## 量子退相干與量子資訊科學
退相干現象對量子資訊科學的影響可大致分成兩大內容來說明：量子計算與量子通信。我們知道在量子資訊科學中，量子系統的狀態含藏著資訊的意義。量子退相干會使我們所在意的系統出現資訊部份或完全喪失的結果，因此在量子計算上會造成計算結果出現誤差干擾；而在量子通信上，一個環境充滿擾動的資訊傳遞通道（channel），在通道末端的收受者則有收到雜訊及錯誤訊息的可能，需要除錯系統如編碼方法之協助。

## 歷史
1935年，在普林斯頓高等研究院，阿爾伯特·愛因斯坦、博士後納森·羅森、研究員鮑里斯·波多爾斯基合作完成論文《物理實在的量子力學描述能否被認為是完備的？》(Can Quantum-Mechanical Description of Physical Reality be Considered Complete?)，並且將這篇論文發表於5月份的《物理評論》:303。這是最早探討量子糾纏的一篇論文。在這篇論文裏，他們詳細表述爱因斯坦-波多尔斯基-罗森佯谬，試圖藉著一個思想實驗來論述量子力學的不完備性質。他們並沒有更進一步研究量子糾纏的特性。
薛丁格仔細閱讀了愛因斯坦研究團隊的論文。稍後不久，他發表了一篇論文，對於「量子糾纏」這術語給予定義，並且研究探索相關概念。薛丁格體會到這概念的重要性，他表明，量子糾纏不只是量子力學的某個很有意思的性質，而是量子力學的特徵性質；量子糾纏在量子力學與經典思路之間做了一個完全切割。为了进一步显示量子力学的不完备性，薛丁格将量子力学应用到宏观效应中，从而构思了著名的薛丁格猫思想实验。這思想實驗明顯地呈現出量子至經典變遷的問題。
在之後40年，量子至經典變遷的問題並未得到解答，主要有兩個原因，一是由於物理學者認為這論題不常出現於宏觀世界，並且沒有甚麼實際用途，二是由於物理學者並未發現環境會扮演那麼關鍵的角色促成了量子至經典變遷:6-71970年，德國物理學者漢斯·澤賀發表了首篇關於量子退相干的論文，他強調，所有宏觀系統都是開放系統，都會強烈地與環境相互作用．它們不會遵守薛丁格方程式，因為，薛丁格方程式只適用於孤立系統。這嶄新的量子退相干概念並沒有立刻吸引到學術界的注意。1981至1982年之間，波蘭物理學者沃傑克·祖瑞克在《物理評論D》發表了兩篇關鍵性論文，他指出經典系統自然而然地將內含的量子相干性洩漏至環境，因而導致量子退相干的後果，在處理波函數塌縮問題時，不能夠忽略這後果。祖瑞克的兩篇論文使得量子退相干成為熱門量子論題。1984年，祖瑞克推導出估算量子退相干時間尺度的公式，可以很容易地對於一般量子系統進行相關估算。隔年，澤賀與學生艾瑞曲·猶斯共同給出一個模型，能夠詳細地描述因環境粒子散射而產生量子退相干後果的全部過程。1991年，祖瑞克在《今日物理》發表了一篇論文，將量子退相干介紹給更廣泛學術界，從而引起更多物理學者注意到這學術領域的發展。

## 延伸阅读
- Mario Castagnino, Sebastian Fortin, Roberto Laura and Olimpia Lombardi, A general theoretical framework for decoherence in open and closed systems, Classical and Quantum Gravity, 25, pp. 154002–154013, (2008).